# Eisuke Fujishima
Eisuke Fujishima (japanisch 藤嶋 栄介 Fujishima Eisuke; * 31. Januar 1992 in der Präfektur Kumamoto) ist ein japanischer Fußballspieler.

## Karriere
Fujishima erlernte das Fußballspielen in der Schulmannschaft der Ozu High School und der Universitätsmannschaft der Fukuoka-Universität. Seinen ersten Vertrag unterschrieb er 2013 bei Sagan Tosu. Der Verein spielte in der höchsten Liga des Landes, der J1 League. Für Sagan absolvierte er drei Erstligaspiele. 2016 wurde er an den Zweitligisten JEF United Chiba ausgeliehen. 2017 wurde er an den Zweitligisten Matsumoto Yamaga FC ausgeliehen. 2018 wechselte er zum Zweitligisten Renofa Yamaguchi FC. Für Renofa stand er 25-mal auf dem Spielfeld. 2019 stand er auf Leihbasis beim Erstligisten Kawasaki Frontale unter Vertrag. Nach der Ausleihe wurde er von Frontale fest verpflichtet. Im Oktober 2020 wechselte er zum Zweitligisten Montedio Yamagata. Nach insgesamt 32 Ligaspielen wechselte er im Januar 2025 zum Drittligisten Kagoshima United FC.

## Erfolge
Kawasaki Frontale
- Japanischer Meister: 2020
- Japanischer Ligapokalsieger: 2019
- Japanischer Pokalsieger: 2020